# Zygodontomys brevicauda
Zygodontomys brevicauda is een zoogdier uit de familie van de Cricetidae. De wetenschappelijke naam van de soort werd voor het eerst geldig gepubliceerd door J.A. Allen & Chapman in 1893.
Zygodontomys brevicauda heeft een kop-romplengte van 11 tot 14 cm, een staartlengte van 8 tot 11 cm en een gewicht van 38 tot 81 gram. De soort leeft in savannes, wetlands en landbouwgebieden van zeeniveau tot 1.000 meter hoogte van het zuidwesten van Costa Rica tot het noorden van Brazilië en op Trinidad en Tobago. Zygodontomys brevicauda is nachtactief knaagdier dat zich voedt met fruit, zaden en bladeren. In landbouwgebieden kan dit dier soms een plaag vormen.